# Yokpo
Yokpo est un arrondissement de la commune de Zè situé dans le département de l'Atlantique dans le Sud du Bénin.

## Géographie

### Administration
Yokpo fait partie des 11 arrondissements que compte la commune de Zè. il est composé de 09  villages que sont:
1. Adjakpa
2. Adjrako
3. Awonsèdja
4. Hounliko
5. Hounsagoudo
6. Koudjannada-Tota
7. Wawata-Dandji
8. Wawata-Zounto
9. Yokpo-Centre[3]

## Toponymie

### Histoire
L'arrondissement de Yokpo est une subdivision administrative béninoise. Il devient officiellement un arrondissement de la commune de Zè le 27 mai 2013 après la délibération et adoption par l'Assemblée nationale du Bénin en sa séance du 15 février 2013 de la loi n° 2013-O5 du 15/02/2013 portant création, organisation, attributions et fonctionnement des unités administratives locales en République du Bénin.

## Population et société
Selon le recensement général de la population et de l'habitation(RGPH4) conduit par l'institut national de la statistique et de l'analyse économique (INSAE), la population de Yokpo compte 1681 ménages pour 9173 habitants.
| Indicateur           | 2013 |
| -------------------- | ---- |
| Nombre de ménages    | 1681 |
| Population féminine  | 4679 |
| Population masculine | 4494 |
| Population totale    | 9173 |